# رخصة الفنون الحرة

شعار الرخصة

رخصة الفنون الحرة (FAL وهي اختصار من الفرنسية Licence Art Libre) هي رخصة تمنح الحق في نسخ وتوزيع الأعمال بدون استئذان المؤلف.

## وصلات خارجية
- الموقع الرسمي